# Seagrave
Seagrave es una parroquia civil situada en el municipio de Charnwood, en Leicestershire, Inglaterra (Reino Unido). Según el censo de 2021, tiene una población de 570 habitantes.